# الم پارک (آرکانزاس)
الم پارک (به انگلیسی: Elm Park) یک منطقهٔ مسکونی در ایالات متحده آمریکا است که در شهرستان اسکات، آرکانزاس واقع شده‌است. الم پارک ۱۶۹ متر بالاتر از سطح دریا واقع شده‌است.